# 蔣曉松
蒋晓松（1951年11月8日—），出生于上海，香港博鳌投资有限公司会长、日本BOAO株式会社会长、博鳌亚洲论坛理事会副理事长、海南博鳌投资控股公司董事长。中国人民政治协商会议委员、前中日友好21世纪委员会中方委员。

## 家庭
中国电影女演员白杨和电影导演蒋君超的儿子。妻子向山德子是日本企業家。1980年至1984年在日本留学。

## 荣誉

### 外国勋章奖章
- 旭日中绶章（日本，2020年4月29日公布[1]、2020年8月28日于东京皇居颁发[2]）